# برتونيلة
البرتونيلة أو بارتونيلا (الاسم العلمي: Bartonella) هي جنس من البكتيريا سلبية الغرام تتبع فصيلة البارتونيلات من رتبة المستجذريات. وهو الجنس الوحيد من فصيلة البارتونيلات.

## أنواع البرتونيلة
- برتونيلة أليفة الأحراج
- برتونيلة بقرية
- برتونيلة تالباوية
- برتونيلة جنوبية
- برتونيلة حرجية
- برتونيلة سنغالية
- برتونيلة متطايرة
- برتونيلة عصوية الشكل
- برتونيلة كوينسلاندية
- برتونيلة يابانية